# Quinn (Dakota del Sud)
Quinn è un comune degli Stati Uniti d'America, situato in Dakota del Sud, nella contea di Pennington.